# A kommunizmus áldozatainak emlékműve (Prága)
A kommunizmus áldozatainak emlékműve (csehül: Pomník obětem komunismu) egy prágai szoborcsoport, amelyet 2002-ben állítottak fel. A szobrok vitát váltottak ki; 2003-ban robbantásos akció célpontjai voltak.

## A szoborcsoport
Az emlékmű felállítását a cseh Politikai Foglyok Konföderációja kezdeményezte. Az emlékművet Olbram Zoubek cseh szobrász, illetve két építész-tervező, Zdeňek Hölzl és Jan Kerel tervezte. Alkotásukat 2002. május 22-én avatták fel a Petrín-hegyen, a Moldva felé lejtő oldalon. Az emlékmű az Újezd utca felett, a Vitežná utca torkolatánál áll.
A mű egy ötven méter hosszú, a semmiből a semmibe vezető, egyre szűkülő lépcsősor, amelyen hét bronzfigura, ugyanannak a férfinak felfelé fogyatkozó alakja, áll. A lépcsősoron futó bronzszalagon a kommunizmus áldozataival összefüggésben a következő, az 1948 és 1989 közötti időszakra vonatkozó adatok olvashatók: 205 486 embert elítéltek, 248-at kivégeztek, 4500 elpusztult a börtönökben, 327-et meggyilkoltak tiltott határátlépés közben, 170 938 emigrált, disszidált.

## Viták, támadások
Az emlékművet sok bírálat érte, és már a felavatása sem ment vita nélkül. Az ünnepségre meghívót kapott Václav Klaus jobboldali pártvezető, későbbi államfő, de a hivatalban lévő köztársasági elnököt, Václav Havelt, aki maga is üldözöttje volt a kommunista rezsimnek, nem hívták meg. Havel az utolsó pillanatban mégis kapott meghívót, de kimentette magát, és ezután Klaus sem ment el a rendezvényre.
Az emlékművel elégedetlen szobrászok giccsesnek nevezték az alkotást, a feminista szervezetek pedig azt kifogásolták, hogy női alak nincs a szobrok között.
2003. augusztus 21-én ismeretlen tettesek piros ragasztószalaggal tekerték be a szobrokat, illetve helyenként festékkel mázolták be az emlékművet. Eva Miklíková, a prágai rendőrség szóvivője azt nyilatkozta a sajtónak, hogy a szobrokban nem esett kár. Ugyanebben az évben, november 9-én kora reggel pokolgép robbant az emlékműnél, amely megrongálta az egyik alakot.